# Notochloe
Notochloë és un gènere monotípic de plantes de la família de les poàcies. La seva única espècie: Notochloe microdon (Benth.) Domin , és originària d'Austràlia.
El nom del gènere deriva del grec notos (sud) i chloe (herba), referint-se al seu hàbitat en l'hemisferi sud.